# Lista de bairros de Ipatinga

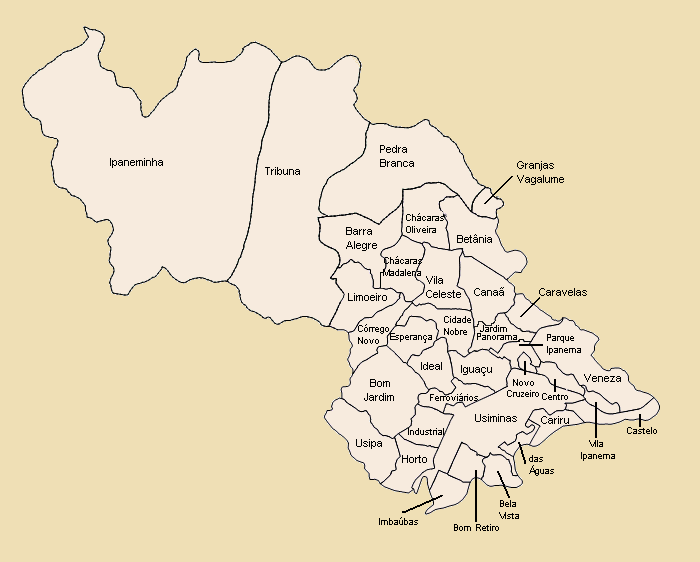
Mapa de localização dos bairros de Ipatinga

Essa é a lista de bairros de Ipatinga, que são as divisões oficiais do município brasileiro supracitado, localizado no interior do estado de Minas Gerais. Foram levados em consideração os bairros oficiais cadastrados pela prefeitura, em associação com dados dos censos demográficos realizados pelo Instituto Brasileiro de Geografia e Estatística (IBGE).
Em 2010, segundo a relação divulgada pela prefeitura, Ipatinga era composta por 35 bairros oficiais. O município também é dividido em nove "regionais" pela administração municipal com intuito administrativo, das quais a Regional IX corresponde à zona rural. Essa divisão segue uma legislação de 1980 e apesar de ser o município mais populoso da Região Metropolitana do Vale do Aço, é o que possui a menor quantidade de bairros dentre as três principais cidades (aquém de Coronel Fabriciano e Timóteo). De acordo com o IBGE em 2022, o bairro mais populoso era o Canaã, com 26 569 habitantes, sendo seguido pelo Betânia (25 546 residentes) e pelo Veneza (20 979 pessoas).
Com a instalação da Usiminas em Ipatinga, então distrito pertencente a Coronel Fabriciano, na década de 1950, houve a construção de bairros inteiros destinados a servir de abrigo aos seus trabalhadores. A elaboração do primeiro plano urbanístico da atual cidade, então chamada de Vila Operária, projetado pelo arquiteto Raphael Hardy Filho em 1958, possibilitou a locação dos primeiros bairros do município, que foi emancipado em 1964. No decorrer da segunda metade do século XX, o crescimento da população não industrial induziu o surgimento de novas divisões sem relação com a empresa, em especial na periferia da cidade.

## Bairros de Ipatinga
| Bairro            | Área (km²) | Regional | Habitantes (2022) | Domicílios particulares (2022) |              |     |      |       |     |
| ----------------- | ---------- | -------- | ----------------- | ------------------------------ | ------------ | --- | ---- | ----- | --- |
| Bairro            | Área (km²) | Regional | Habitantes (2022) | Domicílios particulares (2022) | Barra Alegre | 2,9 | VIII | 2 035 | 733 |
| Bela Vista        | 1,1        | II       | 3 178             | 1 174                          |              |     |      |       |     |
| Betânia           | 3,6        | VI       | 25 546            | 9 340                          |              |     |      |       |     |
| Bom Jardim        | 6,1        | VII      | 17 907            | 6 574                          |              |     |      |       |     |
| Bom Retiro        | 1,1        | II       | 3 904             | 1 547                          |              |     |      |       |     |
| Canaã             | 3,3        | V        | 26 569            | 10 199                         |              |     |      |       |     |
| Caravelas         | 1,6        | IV       | 8 957             | 3 411                          |              |     |      |       |     |
| Cariru            | 1,2        | I        | 3 813             | 1 448                          |              |     |      |       |     |
| Castelo           | 1,4        | I        | 423               | 144                            |              |     |      |       |     |
| Centro            | 0,2        | IV       | 1 825             | 841                            |              |     |      |       |     |
| Chácaras Madalena | 2,5        | VIII     | 2 040             | 724                            |              |     |      |       |     |
| Chácaras Oliveira | 2,8        | V        | 1 546             | 572                            |              |     |      |       |     |
| Cidade Nobre      | 2,4        | III      | 15 418            | 5 803                          |              |     |      |       |     |
| Córrego Novo      | 1,3        | VIII     | 3 032             | 1 064                          |              |     |      |       |     |
| das Águas         | 0,5        | I        | 622               | 211                            |              |     |      |       |     |
| Esperança         | 1,9        | VII      | 16 414            | 6 078                          |              |     |      |       |     |
| Ferroviários      | 1,7        | III      | 442               | 189                            |              |     |      |       |     |
| Granjas Vaga-lume | 0,8        | VI       | 1 992             | 736                            |              |     |      |       |     |
| Horto             | 2,3        | II       | 2 659             | 1 043                          |              |     |      |       |     |
| Ideal             | 1,7        | III      | 9 232             | 3 303                          |              |     |      |       |     |
| Iguaçu            | 2,3        | III      | 15 657            | 6 215                          |              |     |      |       |     |
| Imbaúbas          | 1,2        | II       | 4 001             | 1 575                          |              |     |      |       |     |
| Ipaneminha        | 50,4       | IX       | [ nota 2 ]        | [ nota 2 ]                     |              |     |      |       |     |
| Jardim Panorama   | 1,7        | IV       | 8 707             | 3 357                          |              |     |      |       |     |
| Limoeiro          | 2,9        | VIII     | 8 066             | 2 975                          |              |     |      |       |     |
| Novo Cruzeiro     | 0,2        | IV       | 1 700             | 640                            |              |     |      |       |     |
| Parque Ipanema    | 1,1        | IV       | 24                | 12                             |              |     |      |       |     |
| Pedra Branca      | 13,4       | IX       | 788               | 297                            |              |     |      |       |     |
| Taúbas            | [ nota 2 ] | VI       | 340               | 134                            |              |     |      |       |     |
| Tribuna           | 29,2       | IX       | [ nota 2 ]        | [ nota 2 ]                     |              |     |      |       |     |
| Usiminas          | 8,8        | II       | 0                 | 0                              |              |     |      |       |     |
| Usipa             | 3,3        | II       | 4                 | 2                              |              |     |      |       |     |
| Veneza            | 6,2        | IV       | 20 979            | 8 217                          |              |     |      |       |     |
| Vila Celeste      | 3,2        | V        | 17 169            | 6 128                          |              |     |      |       |     |
| Vila Ipanema      | 0,5        | I        | 1 462             | 551                            |              |     |      |       |     |